# Raekwon
Corey Woods (Brooklyn, New York, 12 januari 1970), beter bekend onder de artiestennaam Raekwon, is een Amerikaans rapper en lid van de Wu-Tang Clan.
Woods bracht zijn solodebuut Only Built 4 Cuban Linx ... uit in 1995 en heeft sindsdien tal van soloalbums opgenomen, maar blijft ook werken met Wu-Tang en het verstrekken van een uitgebreid aantal gastbijdragen aan het werk van andere hiphopartiesten. Hij is de oprichter van zijn eigen label ICEH20 Records.

## Discografie
Albums
- Only Built 4 Cuban Linx… (1995)
- Immobilarity (1999)
- The Lex Diamond Story (2003)
- Only Built 4 Cuban Linx… Pt. II (2009)
- Wu-Massacre (2010) - met Method Man & Ghostface Killah
- Shaolin vs. Wu-Tang (2011)
- Fly International Luxurious Art (2014)
- The Wild (2017)

- Bibliothèque nationale de France: cb139828892 (data)
- Gemeinsame Normdatei: 134944933
- International Standard Name Identifier: 0000 0000 7839 7264
- Library of Congress Control Number: nr97011662
- MusicBrainz: 4e954b02-fae2-4bd7-9547-e055a6ac0527
- Nationale Bibliotheek van Tsjechië: xx0001854
- Virtual International Authority File: 85317724
- WorldCat: E39PBJqQyjDQpgqXpxgcJHdG73